# David Vostell
 David Vostell (né le 10 octobre 1960 à Cologne, Allemagne) est un compositeur et cinéaste hispano-allemand.

## Biographie
David Vostell est le premier enfant du mariage entre Wolf Vostell et son épouse espagnole, Mercedes Guardado. Son père et l’art de celui-ci forment sa vision du monde depuis sa plus tendre enfance. L’ambiance artistique des années 1960 et du début des années 1970, de même que les compagnons de route de son père, tels Nam June Paik et Allan Kaprow, avec lesquels il partage souvent les propos de table pendant son adolescence, le marquent très fort.
En 1978 il termine un stage à la Sender Freies Berlin, puis à l’agence de publicité TBWA, et ensuite comme assistant monteur. Il travaille comme projecteur de films, comme photographe et dans un laboratoire photographique. En 1979 il réalise avec d’anciens copains d’école le film expérimental 36574 Bilder en Super 8. En 1980 il tourne le documentaire Endogen Depression sur une installation de Wolf Vostell.
En 1982 il réalise le court-métrage Ginger Hel avec Mark Eins, le fondateur de DIN A Testbild, et Panterra Hamm.Il s’agit d’une histoire d’amour grotesque  de l’underground berlinois. Dans la mythologie nordique, Hel est le nom des enfers et en même temps celui de leur déesse. Cette allusion à la mythologie se transmet dans certaines scènes du film à travers les rôles des acteurs, qui s’empêtrent dans des personnages mythologiques. Déjà ce court-métrage des débuts de sa trajectoire laisse entrevoir son affinité particulière avec la musique. Le film est marqué par la musique dans de longs passages rythmiques, de longues prises de la caméra, l’action et les dialogues des acteurs étant réduits à des scènes élémentaires. Ceci donne lieu à une stylistique dans laquelle la musique accompagne les scènes et est sur un pied d’égalité avec le film.
Entre 1985 et 1987 il réalise 7 vidéos musicaux. Les vidéos musicaux de David Vostell sont loin de la perfection technique des vidéos musicaux des années 1980. Ses vidéos musicaux sont des mélanges expérimentaux d’images et de musique. Des prises floues, nerveuses et se répétant souvent, sont ici, à l’encontre de toutes les conventions, une caractéristique conformant son style.
En 1990 David Vostell réalise le long-métrage The Being from Earth / L’Être de la Terre en anglais à Los Angeles. Ce film conte l’histoire fantastique d’un être, partie animal et partie plante, né du sable du Désert de Mohave.Le titre du film renvoie en premier lieu au fait qu’il s’agit d’un être né de la terre. Mais on peut aussi le voir comme une métaphore. Dans le sens figuré il pourrait aussi se référer à la situation de la terre ou à l’Etre ou à l’Existence. De longs déplacements de la caméra, le jeu des acteurs réduit à des scènes essentielles, seulement les dialogues absolument indispensables et beaucoup de musique permettent de reconnaître sa mise en scène personnelle. L’Être de la Terre est fort éloigné de l’entendement courant du cinéma. C’est un film carrément énigmatique, qui pose constamment la question du pourquoi mais n’y répond que rarement. Le spectateur qui s’attend à une structure conventionnelle et explicative de l’histoire passe rapidement à la recherche d’une compréhension, mais cela aussi est difficile à atteindre. Plusieurs interprétations de l’action sont possibles et même voulues. Le film évolue vers une indépendance et il est difficile d’en suivre le film.
L’Être de la Terre devient comme un appel au spectateur de lâcher prise et de reconnaître la perfection comme idée impossible dans la vie et dans le film. L’être du film est extrêmement passif. Il ne mord, ne mange et ne tue pas. Quant à caractère on peut uniquement le comparer à l’être de Eraserhead de David Lynch.
En 1992 apparaît sous sa direction artistique le documentaire Vostell 60 – Rückblick 92, dont le thème est la rétrospective Wolf Vostell à Cologne. En 1995 il fait une série de dessins qui ébauchent ses visions filmiques, et il publie son Sketch Book 95 / 96. Après le décès de Wolf Vostell en 1998, David Vostell se rend compte de sa responsabilité par rapport à l’héritage de son père. De 1998 à 2001 il structure et classe par ordre chronologique les Archives Wolf Vostell.
Depuis 2002, David Vostell travaille comme compositeur en Espagne. L’an 2003 voit l’apparition de la Symphonie no 1, et l’an 2004 celle de la Symphonie no 2. En 2005 il compose Formulas of Life. 24 suites sur 24 mots fondamentaux comme naissance, amour et rêve. Le livret digital du CD montre les 24 mots sous forme de photomontage digital visualisés et qui se trouvent en rapport direct avec ses compositions.
En 2006 David Vostell compose The Universe is Music, bande originale se référant aux séquences vidéo de lointaines galaxies, envoyées et retouchées à la terre  par le Télescope spatial Hubble. Le livret digital du CD montre 26 reproductions de photomontage digital qui visualisent concrètement les voyages à travers le temps et la recherche de formes de vie inconnues. En 2010 Iris Brosch crée la vidéo Prélude puis en 2012 - 2017 les vidéos In Paradisum, Woman & Nature near Extinction, L'Uomo, Vita et Vita II pour lesquelles David Vostell a composé les bandes sonores.

## Filmographie
- 1979: 36574 Bilder
- 1980: Endogen Depression
- 1982: Das Porträt
- 1982: E.d.H.R.
- 1982: Ginger Hel
- 1985: Homo Sapiens
- 1985: Lost in Life
- 1985: She is so nice
- 1985: Tutila
- 1986: Cabala Músíca
- 1986: Blue way in
- 1987: Blood and Cocee
- 1989: Coma Amazonica
- 1990: The Being from Earth
- 1991: Bestia Pigra
- 1992: Vostell 60 - Rückblick 92

## Discographie
- 2003: Symphonie Nº 1
- 2004: Symphonie Nº 2
- 2005: Formulas of Life (24 suites)
- 2006: The Universe is Music (bande originale)
- 2007: Influences (10 suites)
- 2008: EEM / Erotic Enlightenment Mythologies (9 suites)
- 2009: Voyage à lintérieur du corps humain (bande originale)
- 2009: Voyage-corps humain (7 suites)
- 2009: Benediction (bande originale)
- 2010: Prélude (bande originale)
- 2010: Sérotonine (10 suites)
- 2011: Room (7 suites)
- 2012: My Mind (13 suites)
- 2012: In Paradisum (bande originale)
- 2012: Die Regen Göttin (bande originale)
- 2012: Valentina (bande originale)
- 2013: Woman & Nature near Extinction (bande originale)
- 2013: Solid (8 suites)
- 2014: Lone Ride (6 suites)
- 2014: Karma-Base, Volume 1
- 2014: Endogen Depression (bande originale)
- 2015: L'Uomo - Documental (bande originale)
- 2015: L'Uomo - Featurette (bande originale)
- 2015: L'Uomo (bande originale)
- 2015: Vita (bande originale)
- 2015: Cruising at night  (bande originale)
- 2015: Beautiful Earth (bande originale)
- 2015: Biest (3 tracks)
- 2016: Curse (3 tracks)
- 2016: How Sweet It Is To Love (bande originale)
- 2017: For you (bande originale)
- 2017: Vita II (bande originale)
- 2017: Revenge (3 tracks)
- 2018: Ease (3 tracks)
- 2019: Shine (3 tracks)
- 2020: Glow44 (3 tracks)

## Photomontage digital
- 2005: Fórmulas de la Vida (24 Photomontage digital)
- 2006: The Universe is Music (26 Photomontage digital)
- 2007: Influences (10 Photomontage digital)
- 2008: EEM / Erotic Enlightenment Mythologies (9 Photomontage digital)
- 2009: Voyage - corps humain (7 Photomontage digital)
- 2010: Sérotonine (10 Photomontage digital)
- 2011: Room (7 Photomontage digital)
- 2012: My Mind (13 Photomontage digital)

## Publications
- 1982: Triptychon, 6 tracks avec Mark Eins et Ziggy Schöning (Cassette audio)
- 1985: Work on Video by David Vostell  (VHS)
- 1992: My Intuitive Video 1979 - 1989 (VHS)
- 1996: Michaela Nolte, David Vostell, Sketch Book 95 / 96
- 1998: David Vostell, Sketch Book 97 / 98
- 2012: David Vostell, Suites y collages fotográficos digitales 2005 - 2012 (MP3 / CD)
- 2013: David Vostell, short films, music videos, documentaries 1979 - 1992 (Clé USB)
- 2014: The World of David Vostell. Short films, music videos, documentaries, music, and more 1979 - 2014 (Clé USB)
- 2016: Wolf Vostell, Seismograph seiner Epoche, Werke 1952 - 1998. Éditeur David Vostell, LB Publikation, The Wolf Vostell Estate
- 2016: The World of David Vostell. Short films, music videos, documentaries, music, and more 1976 - 2016, Special Edition, 2016 (Clé USB)
- 2018: Mercedes Guardado, La historia del Museo Vostell Malpartida, LB Publication, Editor David Vostell, The Wolf Vostell Estate,  (ISBN 978-84-949836-2-7).
- 2018: Iris Brosch, Trilogy - A Warning for the 21st Century. Editions du Temple (DVD et Blu-ray)[5]
- 2018: Trilogy - A Warning for the 21st Century. Sagen, bande originale (Clé USB)
- 2019: The World of David Vostell 1976 - 2018. Sun Chariot Books, Cáceres 2019,  (ISBN 978-84-949836-3-4).
- 2020: Queridísima. Mercedes Guardado y Wolf Vostell, LB Publication, Editor David Vostell, The Wolf Vostell Estate, Cáceres 2020,  (ISBN 978-84-949836-5-8)[7].
- 2020: The World of David Vostell. Short films, music videos, documentaries, music, and more 1976 - 2020, Limited Edition, 2020 (Clé USB)[8]